# 三公
三公，漢字文化圈的職位名稱，起源於中國，傳統意義上是指輔佐天子治理國政的三位最重要的大臣。

## 中國
最早有「三公」之稱是在周代。其具体的官职内容，在文獻上又分为两种：一是以「太師、太傅、太保」為三公（後代又稱此三公為三師），出自《大戴禮·保傅》和《新書·保傅》，偽古文尚書的〈周官〉篇採納此說。一是以「司馬、司徒、司空」為三公，出自《尚書大傳》卷一和《韓詩外傳》卷八。在西周的青銅器銘文中，司徒（或作司土）、司馬、司空（寫作司工）合稱為三有司。
秦至西漢，以三公泛指位高權重的重臣，如丞相、御史大夫之類。三公於此並非實指三位官職並稱（因是以丞相為尊，以御史為丞相之輔，太尉則時置時廢），不過後人仍統稱此時期至東漢的行政制度為三公九卿制。
至西漢後期，漢成帝時，始並設三位官職為三公，即「大司馬、大司空、丞相」。大司空從御史大夫而來，丞相於漢哀帝時改為大司徒。東漢改大司馬為太尉，以太尉、司徒、司空為三公，位次上公，東漢無太保，惟有太傅，為上公，太師一職只有董卓擔任。曹操掌權時廢三公，自任丞相，設御史大夫。
曹魏成立後，將御史大夫改为司空，与太尉、司徒为三公，晉朝也延用制度，又另設太宰（避諱司馬師、太师改為太宰）、太傅、太保為上公。
北魏將太師、太傅和太保並稱為三師上公。《晉書‧天文志》：「杓南三星及魁第一星西三星皆曰三公，主宣德化、調七政、和陰陽之官也。」 其中位於魁第一星西的三公，即為現在的三師。司馬、司徒、司空之三公在天上的星座對應於三公 (紫微垣)和三公 (太微垣)。
隋唐时成为三公最高荣誉头衔。至宋徽宗时，将太尉、司徒、司空为三公改为太师、太傅、太保（原来称三师）为三公。元代和明清时的三公為太師、太傅、太保。
元、明、清沿用此官作为大臣的最高荣誉头衔。

## 中國以外
日本律令制時的三公是指太政大臣、左大臣、右大臣。
高麗的三公是指大衛、司徒、司空。朝鮮王朝以領議政、左議政、右議政為三公，亦稱三政丞。

## 虛銜
三公職位在中國多數的朝代中只是虛銜，為象徵性的榮譽職位，並無實際的權力與工作，因此各朝君主多半在有功大臣死後才追贈三公。